# Guglielmo Marconi (transatlantico)
Il Guglielmo Marconi fu un transatlantico passeggeri italiano di 27.906 tonnellate di stazza lorda, costruito per la società di navigazione "Pubblica di Linea" Lloyd Triestino nel cantiere navale di Monfalcone negli stabilimenti dei Cantieri Riuniti dell'Adriatico per essere impiegato sulla linea Genova-Sydney. Varato il 24 settembre 1961 partì per il suo viaggio inaugurale il 18 novembre 1963, giungendo a Sydney il successivo 11 dicembre.
La società Lloyd Triestino nel 1960 ordinò due nuovi transatlantici ai Cantieri Riuniti dell'Adriatico per il servizio verso l'Australia. I due gemelli vennero battezzati in onore degli scienziati Galileo Galilei e Guglielmo Marconi ed entrarono in servizio nel 1963 introducendo nuovi standard di confortevolezza nei viaggi per emigranti
Entrambi navigarono con successo fino alla fine degli anni sessanta, ma la crisi petrolifera mondiale all'inizio degli anni settanta ebbe un impatto negativo per la navigazione, con una sensibile diminuzione del numero dei passeggeri e costi di esercizio crescenti e per tale motivo il Marconi venne ritirato dal servizio di linea per l'Australia giungendo a Sydney il 20 novembre 1974 e ripartendo il 23 novembre per l'ultima volta dal porto australiano, mentre il gemello Galilei continuò a essere impiegata in tale servizio fino al 1977.
Nel 1976, il Guglielmo Marconi, nell'ambito dei mutamenti avvenuti a quell'epoca nelle società del gruppo Finmare, venne trasferito dal Lloyd Triestino alla Italia di Navigazione, destinata sulle rotte per il Sudamerica in servizio tra Napoli il Brasile e Buenos Aires.
Nel 1979 venne ceduto alla società Italia Crociere Internazionali, una joint venture costituita dalla Italia Navigazione e da alcuni armatori privati per il servizio crocieristico, per essere impiegata in viaggi tra porti del Mar dei Caraibi.

## Costa Riviera

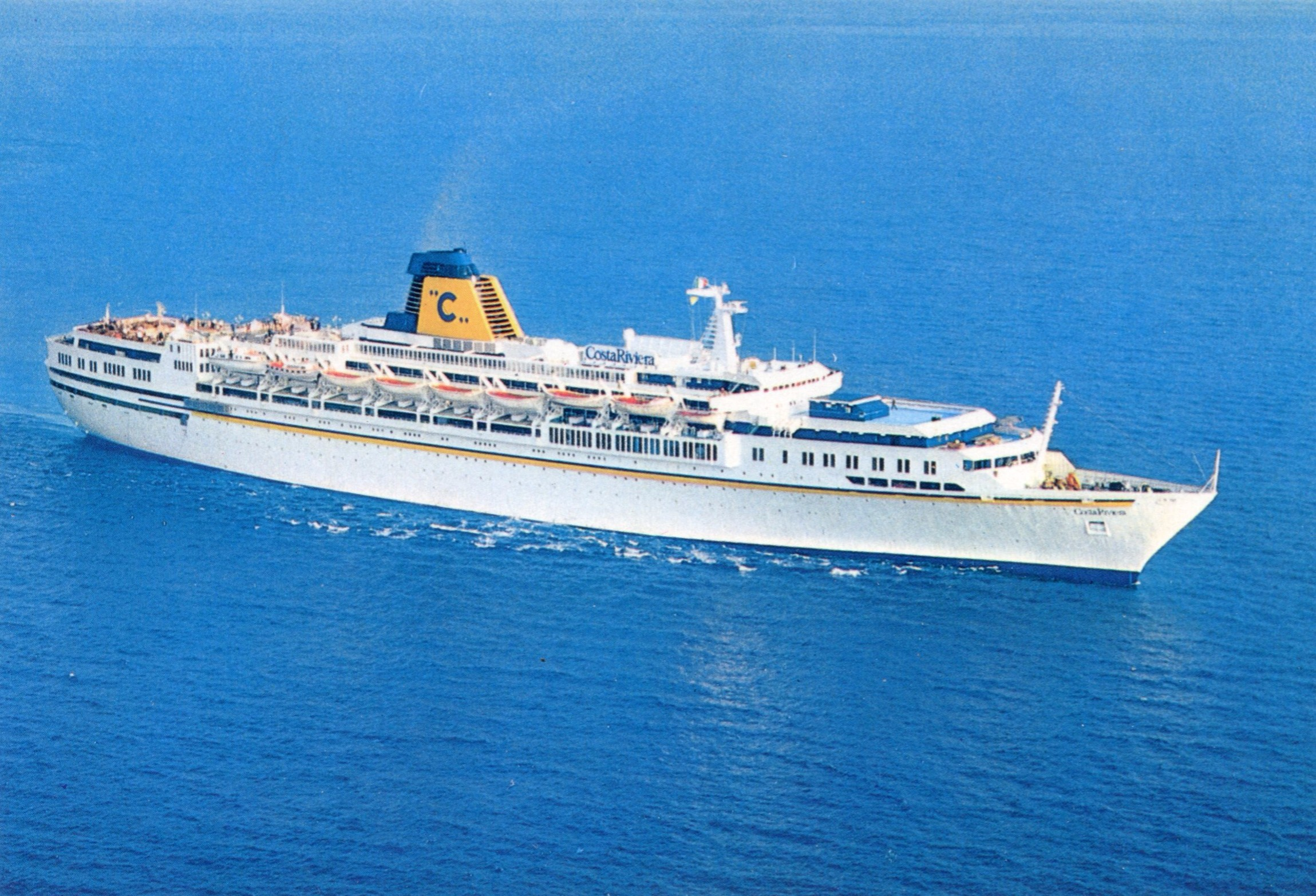
La Costa Riviera

L'operazione Italia Crociere Internazionali non ebbe il successo sperato e nel 1983 la nave, in seguito ai nuovi assetti societari dovuti allo smantellamento della Italia Crociere Internazionali, fu lasciata a titolo gratuito alla compagnia genovese Costa Crociere, una delle società che avevano partecipato alla joint venture.
Dopo due anni di lavori, nel 1985, la nave, trasformata e notevolmente ingrandita, venne ribattezzata Costa Riviera alternando crociere tra Caraibi e Alaska fino al 1993, anno in cui entrò a far parte della flotta della società American Family Cruise, una joint venture tra Costa Crociere e Bruce Nierenburg, per essere utilizzata per crociere nel mercato americano rivolte a giovani famiglie con bambini, ribattezzata American Adventure.
Anche quest'operazione non ebbe il successo atteso e la nave, nel settembre 1994, rientrò a Genova, riprendendo il nome Costa Riviera e venne destinata al servizio di crociere in Europa, con partenze dal porto di Genova.
Nel 2001 la nave è stata venduta per demolizione e ribattezzata con il nome Liberty, giungendo ad Alang, in India, il 7 marzo 2002.